# Impasse Cordon-Boussard
Pour les articles homonymes, voir Boussard.
L'impasse Cordon-Boussard est une voie située dans le quartier du Père-Lachaise du 20e arrondissement de Paris.

## Situation et accès
L'impasse Cordon-Boussard est desservie par les lignes 3 et 3 bis à la station Gambetta.

## Origine du nom

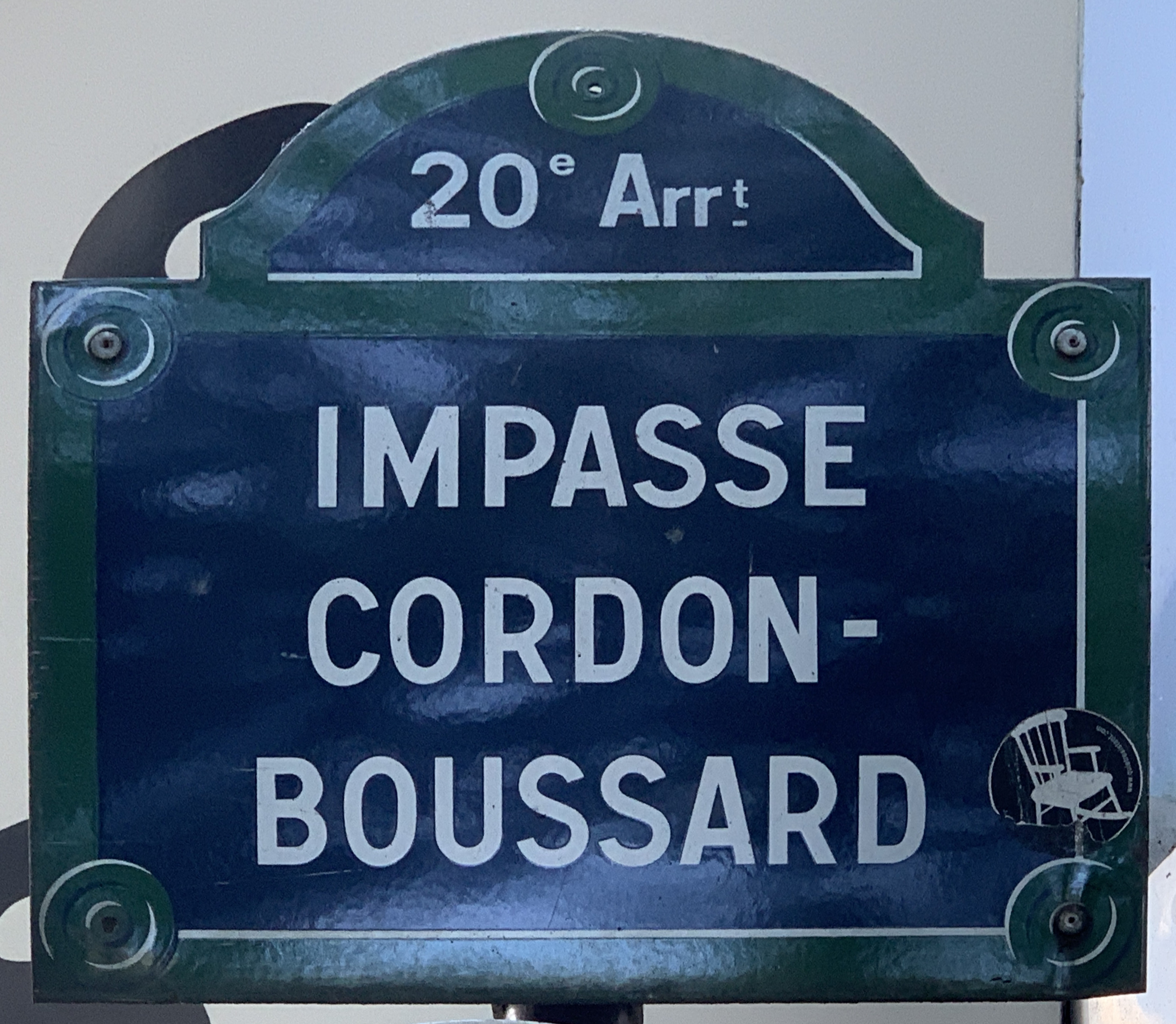
Plaque de l'impasse.

Cette voie est nommée d'après le nom du propriétaire des terrains sur lesquels elle a été ouverte.

## Historique
Cette voie privée est créée sous sa dénomination actuelle en 1914 et ouverte à la circulation publique par un arrêté municipal du 31 juillet 1997.

## Bâtiments remarquables et lieux de mémoire
Le street artiste Invader a réalisé une intervention (PA-1083, Buster Bunny) sur le bâtiment faisant l'angle avec la rue des Pyrénées.